# Radu Lupu
Radu Lupu (ur. 30 listopada 1945 w Gałaczu, zm. 17 kwietnia 2022 w Lozannie) – rumuński pianista.

## Życiorys
Gry na fortepianie uczył się od szóstego roku życia. Zadebiutował w wieku 12 lat, a w 1961 otrzymał stypendium na studia w Konserwatorium Moskiewskim, gdzie był uczniem Heinricha Neuhausa.
Był laureatem trzech ważnych konkursów pianistycznych:
- II Międzynarodowy Konkurs Pianistyczny im. Van Cliburna (1966) – I miejsce
- IV Międzynarodowy Konkurs Pianistyczny im. George’a Enescu (1967) – I miejsce
- III Międzynarodowy Konkurs Pianistyczny w Leeds (1969) – I miejsce

Po sukcesach konkursowych zaczął być zapraszany na występy do Ameryki i Europy. Współpracował m.in. z Herbertem von Karajanem i Berliner Philharmoniker, a także z Danielem Barenboimem i Zubinem Mehtą. Występował na festiwalach oraz był laureatem nagród, m.in. Nagrody Abbiatiego (1989 i 2006), The Edison Award (1995), Nagrody Grammy (1996) i Premio Internazionale Arturo Benedetti Michelangeli (2006).
W jego repertuarze znajdowały się utwory m.in. Roberta Schumanna, Johannesa Brahmsa, Franza Schuberta, Ludwiga van Beethovena i Wolfganga Amadeusa Mozarta. Nagrał ponad dwadzieścia płyt dla różnych wytwórni muzycznych.
Zmarł 17 kwietnia 2022 w swoim domu w Szwajcarii.

## Odznaczenia
- 2000 – Wielki Oficer Orderu Gwiazdy Rumunii[3]
- 2016 – Komandor Orderu Imperium Brytyjskiego[4]